# Dolores Fonzi
Dolores María Fonzi (Buenos Aires, 19 luglio 1978) è un'attrice e regista argentina.

## Biografia
Iniziò a lavorare in televisione in età adolescenziale, diventando nota al grande pubblico per l'interpretazione di Clara Vázquez nella soap opera argentina Verano del '98. Esordì al cinema con il film Plata quemada di Marcelo Piñeyro, premiato come miglior film straniero in lingua spagnola ai Premi Goya del 2001. Da allora è diventata un volto noto del cinema argentino, prendendo parte a produzioni cinematografiche che hanno avuto un riscontro positivo anche all'estero.

## Vita privata
Dopo una relazione con Luciano Castro, dal 2008 al 2014 è stata legata all'attore messicano Gael García Bernal. La coppia ha avuto due figli, Lázaro, nato nel 2009, e Libertad nel 2011. Dal 2015 frequenta il regista Santiago Mitre.

## Filmografia parziale

### Attrice

#### Cinema
- Aspettando il Messia (Esperando al Mesías), regia di Daniel Burman (2000)
- Plata quemada, regia di Marcelo Piñeyro (2000)
- Vidas privadas, regia di Fito Páez (2001)
- Caja negra, regia di Luis Ortega (2002)
- El fondo del mar, regia di Damián Szifrón (2003)
- El aura, regia di Fabián Bielinsky (2005)
- El campo, regia di Hernán Belón (2011)
- La patota, regia di Santiago Mitre (2015)
- Truman - Un vero amico è per sempre (Truman), regia di Cesc Gay (2015)
- Neve nera (Nieve negra), regia di Martín Hodara (2017)
- Il presidente (La cordillera), regia di Santiago Mitre (2017)
- Blondi, regia di Dolores Fonzi (2023)
- Nonostante, regia di Valerio Mastandrea (2024)

#### Televisione
- Ricos y famosos – telenovela (1997)
- Verano del '98 – telenovela (1998–1999)
- Cabecita – serie TV (1999)
- Tiempo final – serie TV (2000–2002)
- El sodero de mi vida – serie TV (2001–2002)
- Disputas – serie TV (2003)
- Sangre fría – serie TV (2004)
- Mujeres asesinas – serie TV (2005–2008)
- Soy tu fan – serie TV (2006)
- Graduados – sitcom (2012)
- Aliados – telenovela (2013)

### Regista

#### Cinema
- Blondi (2023)

## Riconoscimenti
- Torino Film Festival
  - 2015: Migliore attrice per Paulina
- Premio Fénix
  - 2015: Miglior attrice per Paulina
- Premio ACE
  - 2017: Miglior attrice per Paulina
- Premio Martín Fierro
  - 2001: Candidatura alla migliore attrice non protagonista per El sodero de mi vida
  - 2003: Candidatura alla migliore attrice protagonista in una miniserie per Disputas
  - 2004: Candidatura alla migliore attrice protagonista in una miniserie per Sangre fría
  - 2007: Candidatura alla migliore attrice non protagonista in una serie drammatica per Mujeres asesinas